# Romazy
Romazy är en kommun i departementet Ille-et-Vilaine i regionen Bretagne i nordvästra Frankrike. Kommunen ligger i kantonen Saint-Aubin-d'Aubigné som tillhör arrondissementet Rennes. År 2022 hade Romazy 275 invånare.

## Befolkningsutveckling
Antalet invånare i kommunen Romazy
Referens:INSEE